# Nephodia nubilaria
Nephodia nubilaria là một loài bướm đêm trong họ Geometridae.